# リボラジ!〜ぶっちゃけアルコバレーノ大集合〜
『リボラジ!〜ぶっちゃけアルコバレーノ大集合〜』は、テレビアニメ『家庭教師ヒットマンREBORN!』との連動番組としてマーベラスエンターテイメント公式サイト上で配信されていたインターネットラジオ番組。毎週月曜更新。2009年7月20日から2009年11月2日まで。通常ラジオ全12回。公開録音は4回行われた。
公開と同時に第1期の『リボラジ!〜ぶっちゃけリング争奪戦〜』、第2期の『リボラジ!〜ぶっちゃけ並盛Dong☆Dong〜』は削除された。

## パーソナリティ
- 市瀬秀和（獄寺隼人役）通称 - ごっきゅん
- 井上優（山本武役）通称 - もっちゃん

## コーナー
アルコバレーノの試練 反省会
アニメの内容と連動したコーナーで、放送内容を振り返ったり、それに関するお便りを読む。コーナーのサブタイトルは、その回のゲストの役柄によるものが付けられる。
アルコバレーノに次ぐ　リボラジの試練!
リスナーから募集したリボーンに関する早口言葉を言うコーナーで、言えなかった場合はキャラの物真似をしなくてはならない。

## ゲスト
通常放送
- 第1回・第2回 - 中村太亮（コロネロ役）
- 第3回・第6回 - 近藤隆（雲雀恭弥役）、飯田利信（六道骸役）
- 第4回・第5回 - 宍戸留美（バイパー役）
- 第7回 - 湯屋敦子（アリア役）
- 第8回 - 成田剣（大人リボーン役）
- 第9回・第10回 - 河野匡泰（ヴェルデ役）
- 第11回・第12回 - 柳原哲也（スカル役）

公開録音
- 第1回・第2回（東京） - 飯田利信（六道骸役）
- 第3回（名古屋）・第4回（大阪） - 藤原祐規（ベルフェゴール役）